# Chariton, Iowa
Chariton är administrativ huvudort i Lucas County i Iowa. Vid 2010 års folkräkning hade Chariton 4 321 invånare.